# Stelis nephropetala
Stelis nephropetala är en orkidéart som beskrevs av Rudolf Schlechter. Stelis nephropetala ingår i släktet Stelis och familjen orkidéer. Inga underarter finns listade i Catalogue of Life.